# COM LAG (2plus2isfive)
COM LAG (2plus2isfive) to EP angielskiego zespołu Radiohead, początkowo wydana w Japonii i Australii w marcu 2004 roku, następnie w kwietniu 2004 roku w Kanadzie i w końcu w Wielkiej Brytanii w kwietniu 2007 roku i w USA w maju 2007 roku. COM LAG (2plus2isfive) jest to kompilacja, która zawiera wiele B-side'ów z singli wydanych podczas promocji płyty Hail to the Thief z 2003 roku, a także remiksy zrobione przez Cristiana Vogela i Four Tet'a.

## Lista utworów
| Nr  | Tytuł                                  | Długość |
| --- | -------------------------------------- | ------- |
| 1.  | "2 + 2 = 5" (Live at Earls Court)      | 3:36    |
| 2.  | "Remyxomatosis" (Cristian Vogel Remix) | 5:11    |
| 3.  | "I Will" (Los Angeles Version)         | 2:15    |
| 4.  | "Paperbag Writer"                      | 4:01    |
| 5.  | "I Am a Wicked Child"                  | 3:08    |
| 6.  | "I Am Citizen Insane"                  | 3:34    |
| 7.  | "Skttrbrain" (Four Tet Remix)          | 4:28    |
| 8.  | "Gagging Order"                        | 3:37    |
| 9.  | "Fog (Again)" (Live)                   | 2:21    |
| 10. | "Where Bluebirds Fly"                  | 4:25    |